# Založe
Založe (Duits: Sallosche) is een plaats in Slovenië en maakt deel uit van de gemeente Polzela in de NUTS-3-regio Savinjska. De plaats telde 471 inwoners op 1 januari 2020.